# Renato Pestriniero
Renato Pestriniero (n. 9 iulie 1933, Veneția, Italia) este un scriitor și pictor italian.

## Biografie
Până în 1988, Pestriniero a fost șef de departament și corespondent extern la filiala venețiană a unei multinaționale elvețiene. El a publicat peste o sută de romane, povestiri și eseuri și s-a remarcat de asemenea ca pictor și scenarist de radio și televiziune.
Primele povestiri le-a publicat în 1958 în Oltre il cielo, o revistă specializată în domeniul știință  și tehnologiei, dar și în literatura științifico fantastică. Toate povestirile publicate în această revistă între 1958 și 1960 au apărut sub pseudonimul Pi Erre. Povestirea "Una notte di 21 ore" (1960) va sta la baza filmului din 1965 Terrore nello spazio, regizat de Mario Bava.
În 1982 publică romanul Il villagio incantato, autorul indicat pe copertă fiind A. E. van Vogt, dintre celelalte romane publicate remarcându-se Cuibul de dincolo de umbră (1986) și Settantacinque Long Tons (2002). În 1999 a publicat ghidul cu caracter istorico-legendar Cercare Venezia, ale cărui ilustrații în acuarelă au fost realizate de Neil Watson. Antologia C'era una volta la luna apărută în 2005 reunește douăzeci și nouă dintre cele mai bune povestiri ale sale.
Gianfranco de Turris l-a comparat pe Pestriniero cu Roger Caillois și Mircea Eliade, argumentând că "protagoniștii din narațiunea scriitorului venețian sunt personaje cu totul umane, a căror rutină cotidiană este întreruptă de un eveniment absolut incredibil, care sparge schema unor vieți bazate pe desfășurarea rațională de cauză-efect".

### Romane
- L'ultima porta (1979)
- Il villaggio incantato (1982)
- Le Torri dell'Eden (1983)
- Il nido al di là dell'ombra (1984)

ro. Cuibul de dincolo de umbră - editura Nemira, 1993
- Resurrezione (1987)
- Una voce dal futuro (1996)
- L'osella misteriosa del Doge Grimani (2001)
- Settantacinque long tons (2002)
- Hotel Gran Tour (2006)

### Culegeri de povestiri
- Sette accadimenti in Venezia (1985)
- C'era una volta la luna (2005)

### Scenarii
- La felicità contenuta di Eugenio Minardo (1983) - scenariu SF pentru televiziune, transmis de al treilea canal RAI-TV